# Klusteranalys
För klusteranalys inom datavetenskap, se klusteranalys (datavetenskap).
Klusteranalys är en metod inom  retoriken för att djupare förstå budskapet och strukturen i en text.
Klusteranalys baseras på den amerikanske litteraturteoretikern Kenneth Burkes tänkande. Huvudprincipen är denna: varje sammanhängande text har ett visst antal teman som återkommer med jämna mellanrum, och som samspelar med varandra på ett meningsbärande sätt. Genom en systematisk närläsning av texten och av dynamiken mellan de teman som ingår i denna kan en djupare förståelse för dess struktur och budskap uppnås.
Som teoretiskt retoriskt verktyg är denna metod användbar för att analysera och förstå tal, anföranden, texter och andra kommunikativa handlingar av olika slag. Det är dessutom nyttigt för den praktiske retorikern som producerar snarare än analyserar tal (jfr topos och dispositio).

## Metoden
Metoden går i korthet ut på att identifiera ett visst antal teman, ett visst antal nyckelord, och sedan undersöka vilka ord som förekommer oftast i anslutning till dessa ord - antingen grammatiskt eller semantiskt. Dessa ord är så kallade klusterord. Om en viss given text talar mycket om exempelvis tyger, så kan "mönster" vara ett nyckelord, och klusterorden blir då de olika typer av mönster som nämns i samma sammanhang, så som rutigt, randigt, prickigt etc. När väl nyckelorden och klusterorden är definierade så kan texten analyseras utifrån dessa, och eventuella latenta budskap eller värderingar blottläggas.
Nyckelorden samverkar med varandra på olika sätt. Om vi i vår exempeltext om tyger lägger till nyckelorden "hållbarhet" och "material" så får vi tre olika relationer - relationen mellan mönster och hållbarhet, mönster och material samt material och hållbarhet. Det kan tänkas att vissa mönster lämpar sig till vissa typer av material, men inte till andra. Det är dessutom också så att vissa material har större hållbarhet än andra, vilket givetvis har en viss betydelse för praktiska tillämpningar. Och detta medför vissa implikationer för vilka mönster som är lämpliga att välja för vilka plagg. Utifrån dynamiken mellan nyckelorden kan vi således utläsa en hel arsenal av latenta påståenden om tygers natur - även om texten kanske inte går in på dem i närmare detalj. 
Klusterorden blir så medlemmar av den kategori nyckelordet utgör. Genom att vara medveten om denna skillnad i status blir det lättare att skönja huvuddragen i texten. Därmed inte sagt att klusterorden är oviktiga - tvärtom. Dessa tjänar till att definiera och specificera nyckelorden, och relaterar dessutom även till andra nyckelord, på samma sätt som nyckelordet självt. Om ylle är ett material så förhåller det sig på ett visst sätt till nyckelordet hållbarhet, etc. Genom att klargöra relationen mellan nyckelorden klargörs även relationen mellan klusterorden.
Det finns ingen teoretisk gräns för hur många nyckelord en analys av kan bruka sig av, men tre till sex är att rekommendera av praktiska skäl. Fler än sex kan bli svårhanterligt, då varje extra nyckelord lägger till en extra dimension av komplexitet till analysen. Varje nyckelord har ett meningsbärande förhållande till varje annat nyckelord, och dessa förhållanden växer exponentiellt i antal. Med tre nyckelord har analysen tre primära relationer att hålla reda på. Med fyra nyckelord har antalet ökat till sex, och med fem nyckelord så är vi uppe i tio ömsesidiga meningsbärande relationer, med medföljande konsekvenser för klusterorden. Med sex nyckelord måste femton sådana relationer hållas i åtanke, klusterorden oräknade.